# 46664 (koncert)

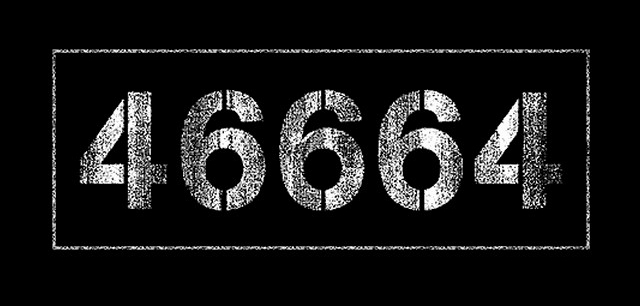

A 46664 Nelson Mandela rabszáma volt. Eredete, hogy Mandela volt a 466. fogoly, aki a Robben-szigetre érkezett 1964-ben. Tisztelői ma is „46664-es fogoly”-ként utalnak rá időnként, s a Nelson Mandela Alapítvány is ezt használja webcímként: 46664.com.
2003. november 29-én a fokvárosi Green Point Stadionban ezzel az elnevezéssel tartottak segélykoncertet. A névválasztásról Nelson Mandela a következőket mondta:
46664 volt az azonosítószámom 18 éven át, amikor fogolyként éltem a Robben-szigeten. Csak mint számot ismertek, nevem nem volt. Ma ugyanebben a helyzetben van több millió HIV-fertőzött ember: csak számok!
A segélykoncerten fellépett előadók:
- Abdel Wright
- Amampondo Drummers
- Anastacia
- Andrew Bonsu
- Angélique Kidjo
- Baaba Maal
- Beyoncé Knowles
- Bob Geldof
- Bongo Maffin
- Bono és The Edge a U2 zenekarból
- Chris Thompson, Zoe Nicholas, Treana Morris
- Danny K
- Dave Stewart
- Eurythmics
- Jimmy Cliff
- Johnny Clegg
- Ladysmith Black Mambazo
- Ms Dynamite
- Paul Oakenfold Shifty Shellshock-al és TC-vel
- Peter Gabriel
- Queen (Roger Taylor és Brian May)
- Soweto Gospel Choir
- Thandiswa Mazwai
- The Corrs
- Watershed
- Youssou N'Dour
- Yusuf Islam (korábban Cat Stevens néven lépett fel)
- Yvonne Chaka Chaka
- Zucchero

Egy másik 46664 Dél-Afrika koncertre került sor 2005. március 19-én a dél-afrikai George-ban és még egy újabbat terveztek június 11-ére, Norvégiában.